# Роза Марина (Лече)
Роза Марина (итал. Rosa Marina) је насеље у Италији у округу Лече, региону Апулија.
Према процени из 2011. у насељу је живело 72 становника. Насеље се налази на надморској висини од 38 м.